# Luzerne megye
Luzerne megye az Amerikai Egyesült Államokban, azon belül Pennsylvania államban található. Megyeszékhelye és legnagyobb városa Wilkes-Barre. Lakosainak száma 325 594 fő (2020. április 1.). Luzerne megye Wyoming, Lackawanna, Monroe, Carbon, Schuylkill, Columbia és Sullivan megyékkel határos.

## Népesség
A megye népességének változása:
| Lakosok száma | 320 924 | 321 156 | 321 423 | 320 103 | 318 449 | 325 594 |
|               | 2010    | 2011    | 2012    | 2013    | 2015    | 2020    |